# Gęsi Baby-Jagi

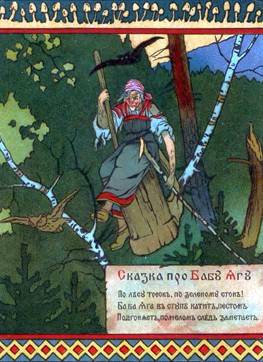
Baba Jaga - ilustracja Borisa Zworykina

Gęsi Baby-Jagi (ros. Гуси-лебеди, Gusi-lebedi) – radziecki film animowany z 1949 roku w reżyserii Iwana Iwanow-Wano i Aleksandry Snieżko-Błockiej.

## Fabuła
Marysia i Jaś (Masza i Wania) zostają sami, gdyż ich rodzice muszą wyjechać do miasta. Przed wyjazdem rodzice nakazują dzieciom nie opuszczać domu, a w nagrodę otrzymają pyszne lizaki. Jakiś czas później Marysia pozostawia młodszego brata bez opieki i idzie bawić się z koleżankami. Nagle pojawiają się gęsi Baby Jagi i porywają małego Jasia. Marysia wyrusza do ciemnego lasu, aby ocalić braciszka od złej Baby Jagi.

## Animatorzy
Władimir Arbiekow, Aleksandr Bielakow, Łamis Briedis, Dmitrij Biełow, Boris Butakow, Władimir Danilewicz, Konstantin Małyszew, Faina Jepifanowa, Kiriłł Malantowicz, Lew Popow, Boris Stiepancew, Fiodor Chitruk, Tatjana Fiodorowa, Tatjana Taranowicz

## Obsada (głosy)
- Marija Babanowa jako Rzeczka
- Wiera Orłowa
- Gieorgij Millar jako Jeżyk

## Wersja polska
Opracowanie i rozpowszechnianie: Centrala Wynajmu Filmów.
Film został wydany z polskim dubbingiem w serii Bajki rosyjskie i był emitowany w TVP1.
Seria: Bajki rosyjskie (odc. 20)
W wersji polskiej udział wzięli:
- Teresa Lipowska jako Baba Jaga
- Monika Wierzbicka
- Cynthia Kaszyńska
- Iwona Rulewicz
- Adam Biedrzycki
- Cezary Kwieciński
- Ryszard Olesiński

I inni
Realizacja:
- Reżyseria: Stanisław Pieniak
- Dialogi: Stanisława Dziedziczak
- Teksty piosenek i wierszy: Andrzej Brzeski
- Opracowanie muzyczne: Janusz Tylman, Eugeniusz Majchrzak
- Dźwięk: Robert Mościcki, Jan Jakub Milęcki, Jerzy Rogowiec
- Montaż: Elżbieta Joël
- Kierownictwo produkcji: Ala Siejko
- Opracowanie: Telewizyjne Studia Dźwięku – Warszawa
- Lektor: Krzysztof Strużycki